# Maulévrier-Sainte-Gertrude
Pour les articles homonymes, voir Maulévrier (homonymie) et Sainte-Gertrude.
Maulévrier-Sainte-Gertrude est une commune française située dans le département de la Seine-Maritime en région Normandie.

## Géographie

### Localisation
Le village se trouve en bordure de la forêt domaniale du Trait-Maulévrier, à proximité du pont de Brotonne et entre Rouen et le Havre.

### Hydrographie
La commune est située dans le bassin Seine-Normandie. Elle est drainée par l'Ambion et la rivière Sainte-Gertrude,,.
Deux plans d'eau complètent le réseau hydrographique : la mare aux Sangliers (0,01 ha) et la mare du Coquesoit (0,01 ha),.

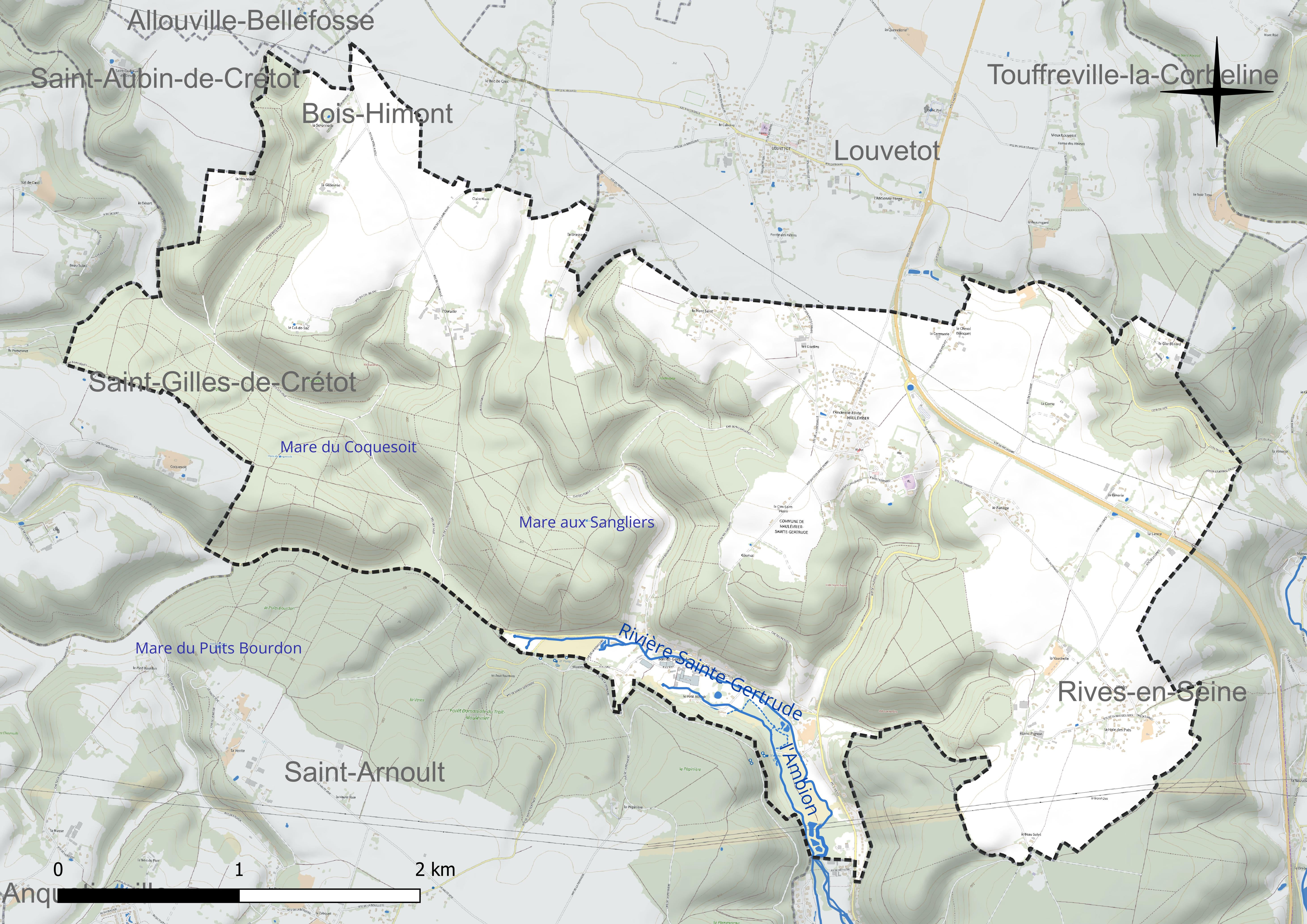
Réseau hydrographique de Maulévrier-Sainte-Gertrude.

### Climat
Pour des articles plus généraux, voir Climat de la Normandie et Climat de la Seine-Maritime.
En 2010, le climat de la commune est de type climat océanique altéré, selon une étude du CNRS s'appuyant sur une série de données couvrant la période 1971-2000. En 2020, Météo-France publie une typologie des climats de la France métropolitaine dans laquelle la commune est exposée à un climat océanique et est dans la région climatique Côtes de la Manche orientale, caractérisée par un faible ensoleillement (1 550 h/an) ; forte humidité de l’air (plus de 20 h/jour avec humidité relative > 80 % en hiver), vents forts fréquents. Parallèlement le GIEC normand, un groupe régional d’experts sur le climat, différencie quant à lui, dans une étude de 2020, trois grands types de climats pour la région Normandie, nuancés à une échelle plus fine par les facteurs géographiques locaux. La commune est, selon ce zonage, exposée à un « climat maritime », correspondant au Pays de Caux, frais, humide et pluvieux, légèrement plus frais que dans le Cotentin.
Pour la période 1971-2000, la température annuelle moyenne est de 10,3 °C, avec une amplitude thermique annuelle de 13,3 °C. Le cumul annuel moyen de précipitations est de 861 mm, avec 13 jours de précipitations en janvier et 8,7 jours en juillet. Pour la période 1991-2020, la température moyenne annuelle observée sur la station météorologique la plus proche, située sur la commune d'Ectot-lès-Baons à 12 km à vol d'oiseau, est de 10,8 °C et le cumul annuel moyen de précipitations est de 905,5 mm,. Pour l'avenir, les paramètres climatiques de la commune estimés pour 2050 selon différents scénarios d’émission de gaz à effet de serre sont consultables sur un site dédié publié par Météo-France en novembre 2022.

## Urbanisme

### Typologie
Au 1er janvier 2024, Maulévrier-Sainte-Gertrude est catégorisée commune rurale à habitat dispersé, selon la nouvelle grille communale de densité à sept niveaux définie par l'Insee en 2022. Elle est située hors unité urbaine et hors attraction des villes,.

### Occupation des sols
L'occupation des sols de la commune, telle qu'elle ressort de la base de données européenne d’occupation biophysique des sols Corine Land Cover (CLC), est marquée par l'importance des forêts et milieux semi-naturels (51,4 % en 2018), en diminution par rapport à 1990 (53,7 %). La répartition détaillée en 2018 est la suivante : forêts (51,4 %), terres arables (29,9 %), prairies (16 %), zones urbanisées (2,7 %). L'évolution de l’occupation des sols de la commune et de ses infrastructures peut être observée sur les différentes représentations cartographiques du territoire : la carte de Cassini (XVIIIe siècle), la carte d'état-major (1820-1866) et les cartes ou photos aériennes de l'IGN pour la période actuelle (1950 à aujourd'hui).

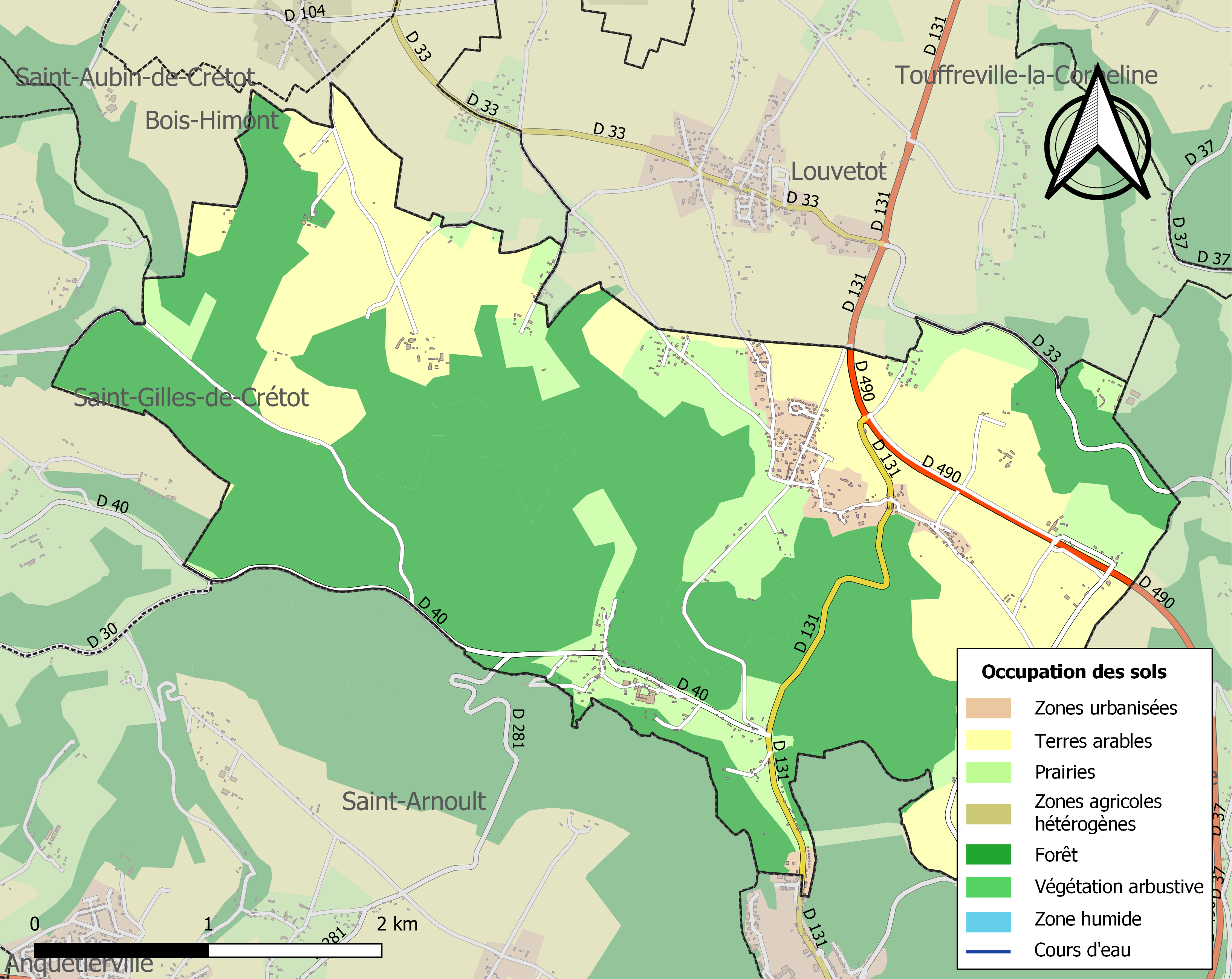
Carte des infrastructures et de l'occupation des sols de la commune en 2018 (CLC).

## Toponymie
Maulévrier : Mallevrier au début du Xe siècle.
Maulévrier viendrait du latin Malum Leporarium avec différentes variantes : Malus Levrium, Malus Leporium ou encore Malus Levrarius.
Contrairement à ce qu'affirme Albert Dauzat, leporarium ne signifie pas le lévrier, mais le « parc à lièvre »; la combinaison de malus ou mau (mauvais) et de leporarium (du latin leporarium, le parc à lièvre ou la garenne) se traduirait alors par « mauvais parc à lièvre » ou « mauvaise garenne ».
Sainte-Gertrude : ancienne paroisse incorporée à Maulévrier en 1823.

## Histoire
Maulévrier-Sainte-Gertrude est née de la réunion de deux communes, Maulévrier et Sainte-Gertrude en 1823.
La commune couvre une superficie de 1 420 ha dont une grande partie en forêt domaniale et culmine à 120 m de hauteur. C’est d’abord une station romaine sur la voie Caudebec - Dieppe. Elle est ensuite dévastée par les barbares. Sainte-Gertrude est citée dans une charte de Guillaume le Conquérant. On connaît d’ailleurs des sires de Maulévrier à Hastings (1066) et à la première croisade en 1096. En plus de ces seigneurs locaux, ou après eux, le destin féodal de Maulévrier (comté en 1481) est souvent lié à celui de la baronnie de Mauny.

## Politique et administration
| Période       | Période                       | Identité                 | Étiquette | Qualité     |
| ------------- | ----------------------------- | ------------------------ | --------- | ----------- |
| 1793          | 1811                          | M. Menil                 |           |             |
| 1811          | 1816                          | M. Dutot                 |           |             |
| 1816          | 1848                          | M. Leleu                 |           |             |
| 1848          | 1871                          | M. Pecuchet              |           |             |
| 1871          | 1904                          | Pierre-Jacques Thuillier |           | Agriculteur |
| 1904          | 1925                          | Émile Fouache            |           |             |
| 1925          | 1945                          | Joseph Thuillier         |           |             |
| 1945          | 1947                          | Émile Fouache            |           |             |
| 1947          | 1959                          | Fernand Tesson           |           |             |
| 1959          | 1983                          | André Anquetil           |           |             |
| 1983          | 1995                          | Paulette Lecointre       |           |             |
| 1995          | 2001                          | François Troalic         |           |             |
| mars 2001     | mars 2014                     | Jean-Louis Manero        |           |             |
| mars 2014     | juillet 2020                  | Claudine Savalle         |           |             |
| juillet 2020, | En cours (au 2 décembre 2020) | David Malandain          |           |             |

## Population et société

### Démographie

#### Évolution démographique
L'évolution du nombre d'habitants est connue à travers les recensements de la population effectués dans la commune depuis 1793. Pour les communes de moins de 10 000 habitants, une enquête de recensement portant sur toute la population est réalisée tous les cinq ans, les populations de référence des années intermédiaires étant quant à elles estimées par interpolation ou extrapolation. Pour la commune, le premier recensement exhaustif entrant dans le cadre du nouveau dispositif a été réalisé en 2006.

En 2022, la commune comptait 1 052 habitants, en évolution de +7,13 % par rapport à 2016 (Seine-Maritime : +0,35 %, France hors Mayotte : +2,11 %).
| 1793 | 1800 | 1806 | 1821 | 1831 | 1836 | 1841  | 1846 | 1851 |
| ---- | ---- | ---- | ---- | ---- | ---- | ----- | ---- | ---- |
| 800  | 800  | 820  | 634  | 932  | 983  | 1 011 | 966  | 972  |

| 1856 | 1861 | 1866 | 1872 | 1876 | 1881 | 1886 | 1891 | 1896 |
| ---- | ---- | ---- | ---- | ---- | ---- | ---- | ---- | ---- |
| 952  | 930  | 837  | 818  | 796  | 812  | 808  | 803  | 720  |

| 1901 | 1906 | 1911 | 1921 | 1926 | 1931 | 1936 | 1946 | 1954 |
| ---- | ---- | ---- | ---- | ---- | ---- | ---- | ---- | ---- |
| 656  | 602  | 590  | 596  | 585  | 558  | 560  | 591  | 592  |

| 1962 | 1968 | 1975 | 1982 | 1990 | 1999 | 2006 | 2011 | 2016 |
| ---- | ---- | ---- | ---- | ---- | ---- | ---- | ---- | ---- |
| 572  | 621  | 685  | 905  | 922  | 905  | 913  | 966  | 982  |

| 2021  | 2022  | - | - | - | - | - | - | - |
| ----- | ----- | - | - | - | - | - | - | - |
| 1 035 | 1 052 | - | - | - | - | - | - | - |

#### Pyramide des âges
En 2018, le taux de personnes d'un âge inférieur à 30 ans s'élève à 33,5 %, soit en dessous de la moyenne départementale (36,5 %). À l'inverse, le taux de personnes d'âge supérieur à 60 ans est de 26,6 % la même année, alors qu'il est de 26,0 % au niveau départemental.
En 2018, la commune comptait 520 hommes pour 484 femmes, soit un taux de 51,79 % d'hommes, largement supérieur au taux départemental (48,10 %).
Les pyramides des âges de la commune et du département s'établissent comme suit.
| Hommes | Classe d’âge | Femmes |
| ------ | ------------ | ------ |
| 0,2    | 90 ou +      | 0,6    |
| 5,7    | 75-89 ans    | 7,7    |
| 19,5   | 60-74 ans    | 19,4   |
| 19,9   | 45-59 ans    | 22,9   |
| 18,1   | 30-44 ans    | 19,0   |
| 18,4   | 15-29 ans    | 14,3   |
| 18,3   | 0-14 ans     | 15,9   |

| Hommes | Classe d’âge | Femmes |
| ------ | ------------ | ------ |
| 0,7    | 90 ou +      | 1,8    |
| 6,7    | 75-89 ans    | 9,6    |
| 16,7   | 60-74 ans    | 18     |
| 19,4   | 45-59 ans    | 19     |
| 18,5   | 30-44 ans    | 17,5   |
| 19,2   | 15-29 ans    | 17,4   |
| 18,9   | 0-14 ans     | 16,7   |

## Culture locale et patrimoine

### Lieux et monuments

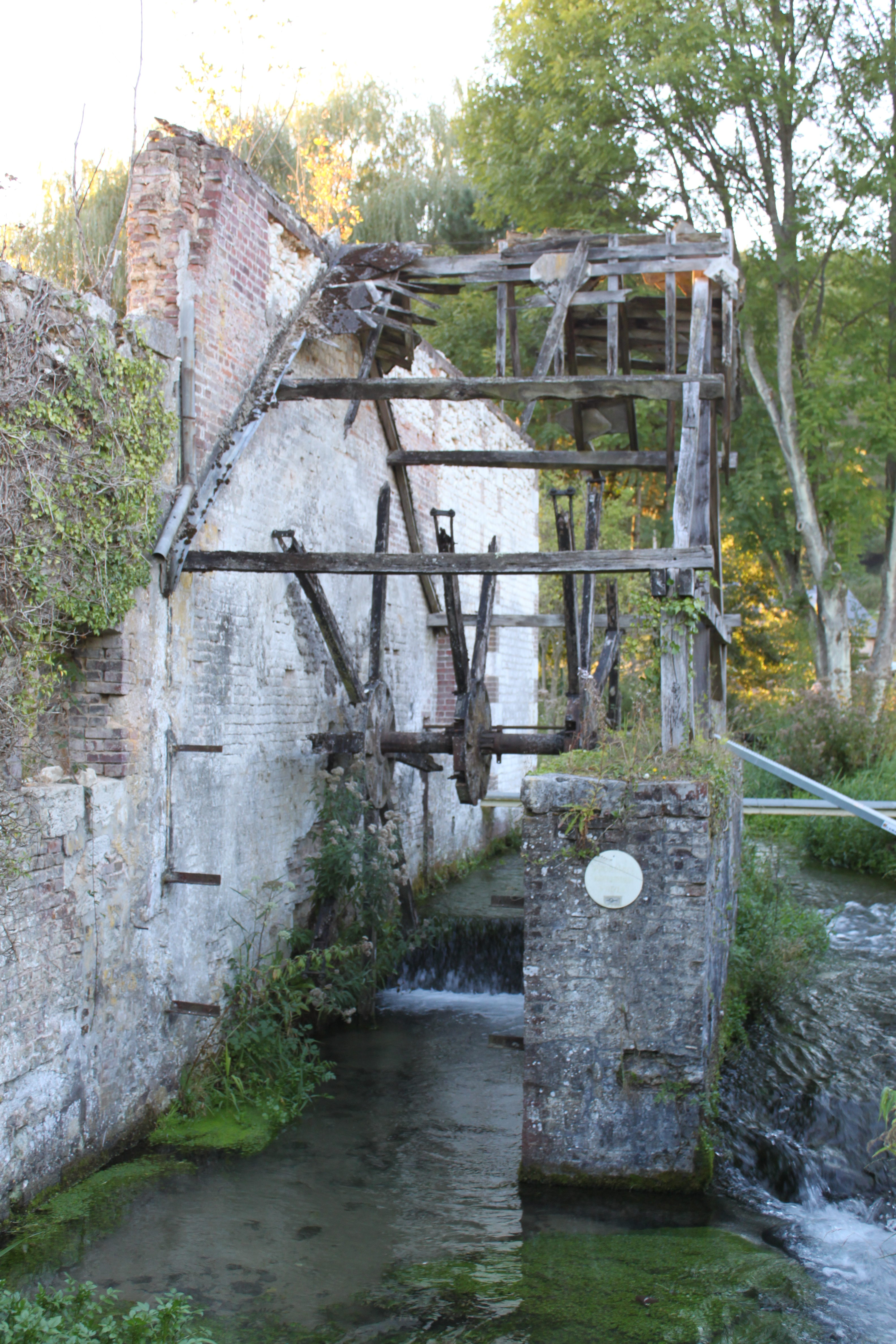
L'ancien moulin à eau de Sainte-Gertrude.

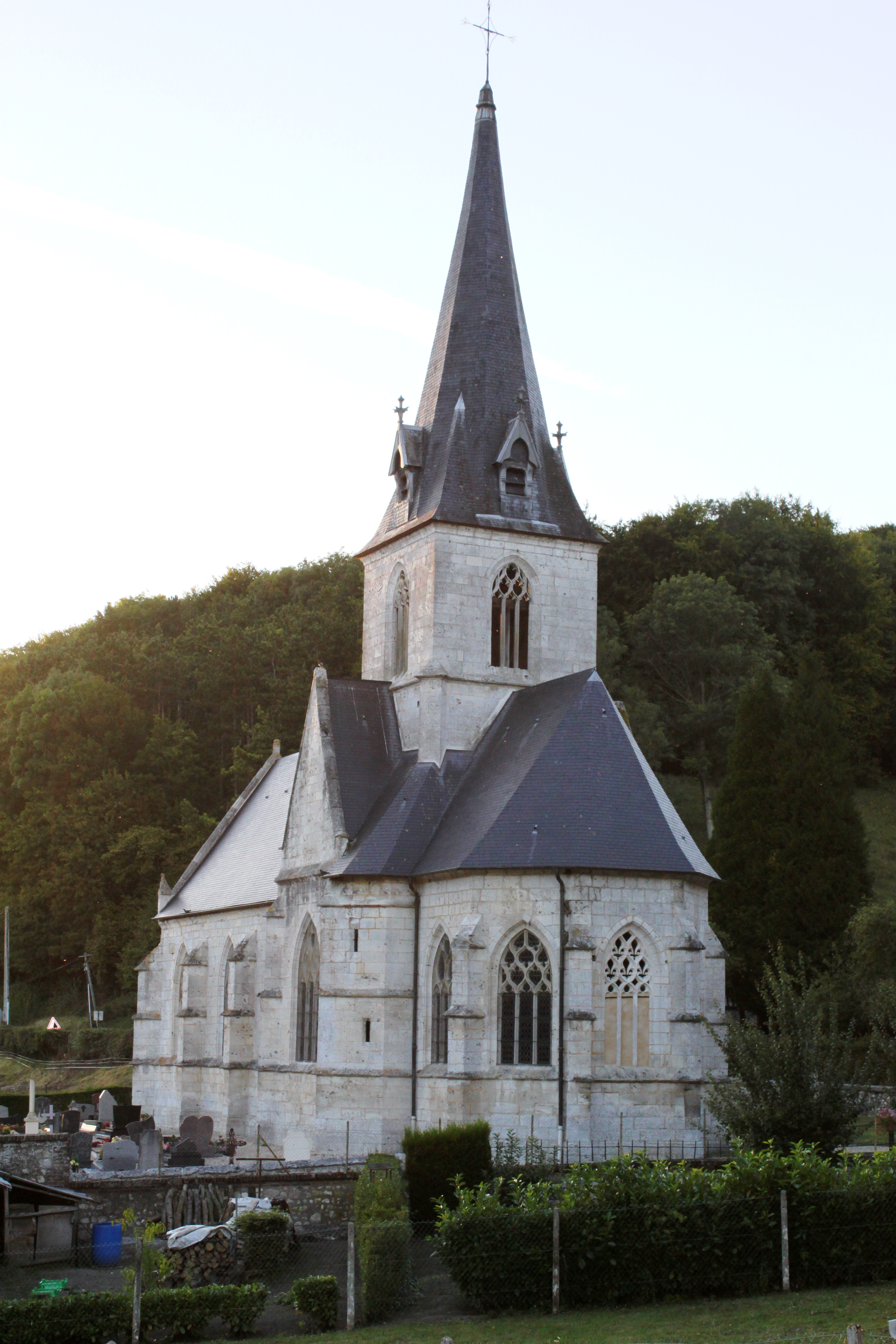
L'église de Sainte-Gertrude.

- L'église Saint-Léonard de Maulévrier, des XIIe, XVIe et XVIIe siècles, présente notamment des fonts baptismaux à colonnettes du XIIe, une mise au tombeau du XVIe ainsi qu'un clocher-porche massif coiffé d'une flèche polygonale du XVIIe siècle.
- L'église Sainte-Gertrude, située dans le site pittoresque de la vallée de la Sainte-Gertrude, à proximité d'un ancien moulin à eau. Elle fut construite entre la fin du XVe siècle et le début du XVIe siècle. Consacrée en 1519 par l’évêque de Bérycée, elle accueillit un demi-siècle plus tard la reine Catherine de Médicis (1519-1589) et son fils, le futur Charles IX (1550-1574), de passage dans le pays. Beau spécimen du style gothique flamboyant, l'édifice présente en façade un portail double de style Renaissance.
- L'école (et ancienne mairie) où se trouvent toujours inscrits les mots « garçons » et « filles ».
- La Butte au Diable[26], située près de l'église, à la lisière de la forêt, ancienne motte féodale du XIe siècle dont les ruines de la forteresse sont aujourd'hui envahies par la végétation de la forêt du Trait-Maulévrier[27]. Restes d'un grand donjon gothique, qu'une tradition locale a surnommé la tour du Diable[28].

### Héraldique
| Armes de Maulévrier-Sainte-Gertrude | Les armes de la commune de Maulévrier-Sainte-Gertrude se blasonnent ainsi : écartelé au 1) d’argent à la tour de sable, ouverte et ajourée du champ, au 2) d’azur au lévrier d’argent colleté de gueules, au 3) d’azur à la fasce ondée d’argent et à la crosse d’or brochant en pal, au 4) d’argent aux trois fers de moulin de gueules. |